# Wahlkreis Guidonia Montecelio (Camera dei deputati)
Der Wahlkreis Guidonia Montecelio war von 1993 bis 2005 und ist seit 2017 wieder ein Wahlkreis (italienisch collegio elettorale) für die Wahl der Abgeordnetenkammer.

## Von 1993 bis 2005

### Wahlkreisgebiet
Der Wahlkreis umfasste 10 Gemeinden: Guidonia Montecelio, Marcellina, Mentana, Monteflavio, Montelibretti, Montorio Romano, Moricone, Nerola, Palombara Sabina und Sant’Angelo Romano.

### Wahlergebnisse

#### Parlamentswahl 1994

##### Direktstimmen
| Kandidaten               | Kandidaten            | Parteien                                          | Stimmen | %    |
| ------------------------ | --------------------- | ------------------------------------------------- | ------- | ---- |
|                          | Vittorio Messagewählt | Polo del Buon Governo (FI – AN – CCD – UdC – PLD) | 38.340  | 46,5 |
|                          | Mario Cioni           | Progressisti                                      | 28.882  | 35,1 |
|                          | Armando Marino        | Patto per l’Italia                                | 9.193   | 11,2 |
|                          | Antonio Landolfi      | Lista Marco Pannella – Riformatori                | 5.957   | 7,2  |
| Gesamt                   | Gesamt                | Gesamt                                            | 82.372  | 100  |
|                          |                       |                                                   |         |      |
| Ungültige Stimmen        | Ungültige Stimmen     | Ungültige Stimmen                                 | 6.047   | 6,8  |
| Wähler                   | Wähler                | Wähler                                            | 88.419  | 90,7 |
| Wahlberechtigte          | Wahlberechtigte       | Wahlberechtigte                                   | 97.531  |      |
|                          |                       |                                                   |         |      |
| Quelle: Innenministerium |                       |                                                   |         |      |

##### Listenstimmen
| Parteien                             | Parteien                            | Parteien                            | Stimmen | %    |
| ------------------------------------ | ----------------------------------- | ----------------------------------- | ------- | ---- |
|                                      | Polo del Buon Governo               | Alleanza Nazionale                  | 19.817  | 24,0 |
| Forza Italia                         | Polo del Buon Governo               | 18.386                              | 22,3    |      |
| ↳ Gesamt                             | Polo del Buon Governo               | 38.203                              | 46,2    |      |
|                                      | Progressisti                        | Partito Democratico della Sinistra  | 20.580  | 24,9 |
| Partito della Rifondazione Comunista | Progressisti                        | 5.370                               | 6,5     |      |
| Federazione dei Verdi                | Progressisti                        | 2.046                               | 2,5     |      |
| Partito Socialista Italiano          | Progressisti                        | 1.664                               | 2,0     |      |
| Alleanza Democratica                 | Progressisti                        | 758                                 | 0,9     |      |
| La Rete                              | Progressisti                        | 619                                 | 0,7     |      |
| ↳ Gesamt                             | Progressisti                        | 31.037                              | 37,6    |      |
|                                      | Patto per l’Italia                  | Partito Popolare Italiano           | 5.514   | 6,7  |
| Patto Segni                          | Patto per l’Italia                  | 4.290                               | 5,2     |      |
| ↳ Gesamt                             | Patto per l’Italia                  | 9.804                               | 11,9    |      |
|                                      | Lista Marco Pannella                | Lista Marco Pannella                | 2.789   | 3,4  |
|                                      | Socialdemocrazia per le Libertà     | Socialdemocrazia per le Libertà     | 419     | 0,5  |
|                                      | Partito della Legge Naturale        | Partito della Legge Naturale        | 220     | 0,3  |
|                                      | Movimento Europeo Liberal Cristiano | Movimento Europeo Liberal Cristiano | 114     | 0,1  |
|                                      | Alleanza per i Castelli             | Alleanza per i Castelli             | 38      | 0,0  |
| Gesamt                               | Gesamt                              | Gesamt                              | 82.624  | 100  |
|                                      |                                     |                                     |         |      |
| Ungültige Stimmen                    | Ungültige Stimmen                   | Ungültige Stimmen                   | 5.795   | 6,6  |
| Wähler                               | Wähler                              | Wähler                              | 88.419  | 90,7 |
| Wahlberechtigte                      | Wahlberechtigte                     | Wahlberechtigte                     | 97.531  |      |
|                                      |                                     |                                     |         |      |
| Quelle: Innenministerium             |                                     |                                     |         |      |

#### Parlamentswahl 1996

##### Direktstimmen
| Kandidaten               | Kandidaten            | Parteien            | Stimmen | %    |
| ------------------------ | --------------------- | ------------------- | ------- | ---- |
|                          | Vittorio Messagewählt | Polo per le Libertà | 39.621  | 47,6 |
|                          | Mario Gasbarri        | L’Ulivo             | 38.745  | 46,5 |
|                          | Roebrto Agostini      | Fiamma Tricolore    | 4.874   | 5,9  |
| Gesamt                   | Gesamt                | Gesamt              | 83.240  | 100  |
|                          |                       |                     |         |      |
| Ungültige Stimmen        | Ungültige Stimmen     | Ungültige Stimmen   | 7.035   | 7,8  |
| Wähler                   | Wähler                | Wähler              | 90.275  | 88,0 |
| Wahlberechtigte          | Wahlberechtigte       | Wahlberechtigte     | 102.549 |      |
|                          |                       |                     |         |      |
| Quelle: Innenministerium |                       |                     |         |      |

##### Listenstimmen
| Parteien                                          | Parteien                             | Parteien                             | Stimmen | %    |
| ------------------------------------------------- | ------------------------------------ | ------------------------------------ | ------- | ---- |
|                                                   | Polo per le Libertà                  | Alleanza Nazionale                   | 26.173  | 30,9 |
| Forza Italia                                      | Polo per le Libertà                  | 12.841                               | 15,2    |      |
| CCD – CDU                                         | Polo per le Libertà                  | 4.310                                | 5,1     |      |
| ↳ Gesamt                                          | Polo per le Libertà                  | 43.324                               | 51,2    |      |
|                                                   | L’Ulivo                              | Partito Democratico della Sinistra   | 20.337  | 24,0 |
| Popolari per Prodi (PPI – SVP – PRI – UD – Prodi) | L’Ulivo                              | 3.761                                | 4,4     |      |
| Rinnovamento Italiano                             | L’Ulivo                              | 3.096                                | 3,7     |      |
| Federazione dei Verdi                             | L’Ulivo                              | 1.682                                | 2,0     |      |
| ↳ Gesamt                                          | L’Ulivo                              | 28.876                               | 34,1    |      |
|                                                   | Partito della Rifondazione Comunista | Partito della Rifondazione Comunista | 8.935   | 10,6 |
|                                                   | Lista Pannella – Sgarbi              | Lista Pannella – Sgarbi              | 1.512   | 1,8  |
|                                                   | Fiamma Tricolore                     | Fiamma Tricolore                     | 1.232   | 1,5  |
|                                                   | Partito Socialista                   | Partito Socialista                   | 680     | 0,8  |
|                                                   | Partito Umanista                     | Partito Umanista                     | 96      | 0,1  |
| Gesamt                                            | Gesamt                               | Gesamt                               | 84.655  | 100  |
|                                                   |                                      |                                      |         |      |
| Ungültige Stimmen                                 | Ungültige Stimmen                    | Ungültige Stimmen                    | 5.624   | 6,2  |
| Wähler                                            | Wähler                               | Wähler                               | 90.279  | 88,0 |
| Wahlberechtigte                                   | Wahlberechtigte                      | Wahlberechtigte                      | 102.549 |      |
|                                                   |                                      |                                      |         |      |
| Quelle: Innenministerium                          |                                      |                                      |         |      |

#### Parlamentswahl 2001

##### Direktstimmen
| Kandidaten               | Kandidaten            | Parteien           | Stimmen | %    |
| ------------------------ | --------------------- | ------------------ | ------- | ---- |
|                          | Vittorio Messagewählt | Casa delle Libertà | 44.181  | 49,2 |
|                          | Giuseppe Muratore     | L’Ulivo            | 39.491  | 44,0 |
|                          | Gennaro Baccile       | Lista Di Pietro    | 3.399   | 3,8  |
|                          | Roberto Bartolomucci  | Democrazia Europea | 2.648   | 3,0  |
| Gesamt                   | Gesamt                | Gesamt             | 89.719  | 100  |
|                          |                       |                    |         |      |
| Ungültige Stimmen        | Ungültige Stimmen     | Ungültige Stimmen  | 5.361   | 5,6  |
| Wähler                   | Wähler                | Wähler             | 95.080  | 85,5 |
| Wahlberechtigte          | Wahlberechtigte       | Wahlberechtigte    | 111.265 |      |
|                          |                       |                    |         |      |
| Quelle: Innenministerium |                       |                    |         |      |

##### Listenstimmen
| Parteien                       | Parteien                             | Parteien                               | Stimmen | %    |
| ------------------------------ | ------------------------------------ | -------------------------------------- | ------- | ---- |
|                                | Casa delle Libertà                   | Forza Italia                           | 24.241  | 26,9 |
| Alleanza Nazionale             | Casa delle Libertà                   | 19.121                                 | 21,2    |      |
| CCD – CDU                      | Casa delle Libertà                   | 2.851                                  | 3,2     |      |
| Nuovo PSI                      | Casa delle Libertà                   | 1.091                                  | 1,2     |      |
| Lega Nord                      | Casa delle Libertà                   | 126                                    | 0,1     |      |
| ↳ Gesamt                       | Casa delle Libertà                   | 47.430                                 | 52,6    |      |
|                                | L’Ulivo                              | La Margherita (Dem – PPI – RI – Udeur) | 15.788  | 17,5 |
| Democratici di Sinistra        | L’Ulivo                              | 12.131                                 | 13,5    |      |
| Il Girasole (FdV – SDI)        | L’Ulivo                              | 1.719                                  | 1,9     |      |
| Partito dei Comunisti Italiani | L’Ulivo                              | 1.075                                  | 1,2     |      |
| ↳ Gesamt                       | L’Ulivo                              | 30.713                                 | 34,1    |      |
|                                | Partito della Rifondazione Comunista | Partito della Rifondazione Comunista   | 4.801   | 5,3  |
|                                | Lista Di Pietro                      | Lista Di Pietro                        | 2.929   | 3,2  |
|                                | Lista Emma Bonino                    | Lista Emma Bonino                      | 1.519   | 1,7  |
|                                | Democrazia Europea                   | Democrazia Europea                     | 1.448   | 1,6  |
|                                | Fiamma Tricolore                     | Fiamma Tricolore                       | 657     | 0,7  |
|                                | Fronte Nazionale                     | Fronte Nazionale                       | 553     | 0,6  |
|                                | Paese Nuovo                          | Paese Nuovo                            | 74      | 0,1  |
|                                | Abolizione Scorporo                  | Abolizione Scorporo                    | 42      | 0,0  |
| Gesamt                         | Gesamt                               | Gesamt                                 | 90.166  | 100  |
|                                |                                      |                                        |         |      |
| Ungültige Stimmen              | Ungültige Stimmen                    | Ungültige Stimmen                      | 4.914   | 5,2  |
| Wähler                         | Wähler                               | Wähler                                 | 95.080  | 85,5 |
| Wahlberechtigte                | Wahlberechtigte                      | Wahlberechtigte                        | 111.265 |      |
|                                |                                      |                                        |         |      |
| Quelle: Innenministerium       |                                      |                                        |         |      |

## Von 2017 bis 2020

### Wahlkreisgebiet
Der Wahlkreis umfasste 49 Gemeinden; genauer gesagt, 49 von 121 Gemeinden der Metropolitanstadt Rom (Affile, Agosta, Anticoli Corrado, Arcinazzo Romano, Arsoli, Bellegra, Camerata Nuova, Canterano, Capranica Prenestina, Casape, Castel Madama, Castel San Pietro Romano, Cave, Cerreto Laziale, Cervara di Roma, Ciciliano, Cineto Romano, Fonte Nuova, Genazzano, Gerano, Guidonia Montecelio, Jenne, Licenza, Mandela, Marano Equo, Marcellina, Mentana, Olevano Romano, Percile, Pisoniano, Poli, Riofreddo, Rocca Canterano, Rocca di Cave, Rocca Santo Stefano, Roccagiovine, Roiate, Roviano, Sambuci, San Gregorio da Sassola, San Polo dei Cavalieri, San Vito Romano, Saracinesco, Subiaco, Tivoli, Vallepietra, Vallinfreda, Vicovaro und Vivaro Romano).

### Wahlergebnisse

#### Parlamentswahl 2018
| Kandidaten               | Kandidaten                | Stimmen | %    | Listen                                      | Stimmen | %    |
| ------------------------ | ------------------------- | ------- | ---- | ------------------------------------------- | ------- | ---- |
|                          | Sebastiano Cubeddugewählt | 55.360  | 37,0 | Movimento 5 Stelle                          | 55.360  | 37,0 |
|                          | Barbara Saltamartini      | 55.341  | 37,0 | Lega                                        | 22.311  | 14,9 |
| Forza Italia             | Barbara Saltamartini      | 55.341  | 37,0 | 19.488                                      | 13,0    |      |
| Fratelli d’Italia        | Barbara Saltamartini      | 55.341  | 37,0 | 12.507                                      | 8,4     |      |
| Noi con l’Italia – UDC   | Barbara Saltamartini      | 55.341  | 37,0 | 1.035                                       | 0,7     |      |
|                          | Aldo Cerroni              | 27.805  | 18,6 | Partito Democratico                         | 24.470  | 16,3 |
| +Europa                  | Aldo Cerroni              | 27.805  | 18,6 | 2.288                                       | 1,5     |      |
| Italia Europa Insieme    | Aldo Cerroni              | 27.805  | 18,6 | 723                                         | 0,5     |      |
| Civica Popolare          | Aldo Cerroni              | 27.805  | 18,6 | 324                                         | 0,2     |      |
|                          | Marianna Sturba           | 4.096   | 2,7  | Liberi e Uguali                             | 4.096   | 2,7  |
|                          | Federico Rapini           | 2.999   | 2,0  | CasaPound Italia                            | 2.999   | 2,0  |
|                          | Massimo Volante           | 1.741   | 1,2  | Potere al Popolo!                           | 1.741   | 1,2  |
|                          | Vanessa Simei             | 804     | 0,5  | Partito Comunista                           | 804     | 0,5  |
|                          | Adriano Da Pozzo          | 662     | 0,4  | Italia agli Italiani (FT – FN)              | 662     | 0,4  |
|                          | Massimo Proietti          | 648     | 0,4  | Il Popolo della Famiglia                    | 648     | 0,4  |
|                          | Sara Sabelli              | 166     | 0,1  | Per una Sinistra Rivoluzionaria (SCR – PCL) | 166     | 0,1  |
|                          | Giorgio Laugeni           | 100     | 0,1  | Blocco Nazionale per le Libertà             | 100     | 0,1  |
| Gesamt                   | Gesamt                    | 149.722 | 100  |                                             | 149.722 | 100  |
|                          |                           |         |      |                                             |         |      |
| Ungültige Stimmen        | Ungültige Stimmen         | 4.924   | 3,2  |                                             |         |      |
| Wähler                   | Wähler                    | 154.646 | 72,9 |                                             |         |      |
| Wahlberechtigte          | Wahlberechtigte           | 212.026 |      |                                             |         |      |
|                          |                           |         |      |                                             |         |      |
| Quelle: Innenministerium |                           |         |      |                                             |         |      |

## Seit 2020

### Wahlkreisgebiet
| Wahlkreise – Camera dei deputati – Latium | Wahlkreise – Camera dei deputati – Latium | Wahlkreise – Camera dei deputati – Latium |
| Provinz                                   | Provinz                                   | Gemeinden nach Provinzen ⮞ Wahlkreis |
| ----------------------------------------- | ----------------------------------------- | --- |
|                                           | Metropolitanstadt Rom (121 Gemeinden)     | ↳ Latium 1: Teil Roms ⮞ Wahlkreis Rom – Municipio I Teil Roms ⮞ Wahlkreis Rom – Municipio III Teil Roms ⮞ Wahlkreis Rom – Municipio V 1 + Teil Roms ⮞ Wahlkreis Rom – Municipio VII 1 + Teil Roms ⮞ Wahlkreis Rom – Municipio X 1 + Teil Roms ⮞ Wahlkreis Rom – Municipio XI Teil Roms ⮞ Wahlkreis Rom – Municipio XIV 63 ⮞ Wahlkreis Guidonia Montecelio 18 ⮞ Wahlkreis Velletri ↳ Latium 2: 30 ⮞ Wahlkreis Rieti 6 ⮞ Wahlkreis Viterbo |
|                                           | Provinz Frosinone (91 Gemeinden)          | 60 ⮞ Wahlkreis Frosinone 31 ⮞ Wahlkreis Terracina |
|                                           | Provinz Latina (33 Gemeinden)             | 17 ⮞ Wahlkreis Latina 16 ⮞ Wahlkreis Terracina |
|                                           | Provinz Rieti (73 Gemeinden)              | alle ⮞ Wahlkreis Rieti |
|                                           | Provinz Viterbo (60 Gemeinden)            | 48 ⮞ Wahlkreis Viterbo 12 ⮞ Wahlkreis Rieti |

Der Wahlkreis umfasst 63 Gemeinden der Metropolitanstadt Rom: Affile, Agosta, Anticoli Corrado, Arcinazzo Romano, Arsoli, Artena, Bellegra, Camerata Nuova, Canterano, Capranica Prenestina, Carpineto Romano, Casape, Castel Madama, Castel San Pietro Romano, Cave, Cerreto Laziale, Cervara di Roma, Ciciliano, Cineto Romano, Colleferro, Colonna, Fonte Nuova, Gallicano nel Lazio, Gavignano, Genazzano, Gerano, Gorga, Guidonia Montecelio, Jenne, Labico, Licenza, Mandela, Marano Equo, Marcellina, Mentana, Montelanico, Olevano Romano, Palestrina, Percile, Pisoniano, Poli, Riofreddo, Rocca Canterano, Rocca di Cave, Rocca Santo Stefano, Roccagiovine, Roiate, Roviano, Sambuci, San Cesareo, San Gregorio da Sassola, San Polo dei Cavalieri, San Vito Romano, Saracinesco, Segni, Subiaco, Tivoli, Vallepietra, Vallinfreda, Valmontone, Vicovaro, Vivaro Romano und Zagarolo.

### Wahlergebnisse

#### Parlamentswahl 2022
| Kandidaten                          | Kandidaten                | Stimmen | %    | Listen                                                  | Stimmen | %    |
| ----------------------------------- | ------------------------- | ------- | ---- | ------------------------------------------------------- | ------- | ---- |
|                                     | Alessandro Palombigewählt | 99.317  | 50,7 | Fratelli d’Italia                                       | 69.657  | 35,6 |
| Lega per Salvini Premier            | Alessandro Palombigewählt | 99.317  | 50,7 | 15.053                                                  | 7,7     |      |
| Forza Italia                        | Alessandro Palombigewählt | 99.317  | 50,7 | 13.591                                                  | 6,9     |      |
| Noi Moderati                        | Alessandro Palombigewählt | 99.317  | 50,7 | 1.016                                                   | 0,5     |      |
|                                     | Marco Vincenzi            | 45.840  | 23,4 | Partito Democratico – Italia Democratica e Progressista | 35.375  | 18,1 |
| Alleanza Verdi e Sinistra           | Marco Vincenzi            | 45.840  | 23,4 | 5.215                                                   | 2,7     |      |
| +Europa                             | Marco Vincenzi            | 45.840  | 23,4 | 4.090                                                   | 2,1     |      |
| Impegno Civico – Centro Democratico | Marco Vincenzi            | 45.840  | 23,4 | 1.160                                                   | 0,6     |      |
|                                     | Viviana Carbonara         | 31.293  | 16,0 | Movimento 5 Stelle                                      | 31.293  | 16,0 |
|                                     | Giovanna Marchese         | 9.806   | 5,0  | Azione – Italia Viva                                    | 9.806   | 5,0  |
|                                     | Gianni Golia              | 3.230   | 1,6  | Italexit per l’Italia                                   | 3.230   | 1,6  |
|                                     | Roberto Penna             | 2.699   | 1,4  | Unione Popolare                                         | 2.699   | 1,4  |
|                                     | Matteo Di Cocco           | 2.407   | 1,2  | Italia Sovrana e Popolare                               | 2.407   | 1,2  |
|                                     | Nemesio Rinaldi           | 944     | 0,5  | Vita                                                    | 944     | 0,5  |
|                                     | Concetta Santonastaso     | 261     | 0,1  | Partito della Follia Creativa                           | 261     | 0,1  |
| Gesamt                              | Gesamt                    | 195.797 | 100  |                                                         | 195.797 | 100  |
|                                     |                           |         |      |                                                         |         |      |
| Ungültige Stimmen                   | Ungültige Stimmen         | 7.299   | 3,6  |                                                         |         |      |
| Wähler                              | Wähler                    | 203.096 | 63,9 |                                                         |         |      |
| Wahlberechtigte                     | Wahlberechtigte           | 318.076 |      |                                                         |         |      |
|                                     |                           |         |      |                                                         |         |      |
| Quelle: Innenministerium            |                           |         |      |                                                         |         |      |